# Зимске олимпијске игре 1994.
XVII Зимске олимпијске игре су одржане 1994. године у Лилехамеру, у Норвешкој. Остали градови кандидати су били Енкориџ, Естерзунд/Ор и Софија.
С обзиром на савршену организацију, необичну сусретљивост домаћина, сјајну атмосферу на борилиштима и увек пуне трибине за гледаоце који су без разлике бодрили све такмичаре, ове Игре су по општој оцени проглашене најбољим Зимским олимпијским играма до тада, и једним од најбољих спортских догађаја уопште у историји модерног спорта.
Игре су биле одржане само две године након претходних Зимских олимпијских игара у Албервилу. Од тада су се све Зимске олимпијске игре одржавају сваке парне непреступне године док се Летње олимпијске игре и даље одржавају у преступним годинама.
У такмичарском програму су се истакли следећи појединци и екипе:
- Звезда домаћина је био Јохан Олав Кос који је освојио три злата у брзом клизању оборивши при томе и три светска рекорда.
- Френи Шнајдер је освојила комплет медаља (злато, сребро, бронза) у алпском скијању. Мануела Ди Чента је освојила по једну медаљу у свих пет дисциплина скијашког трчања, док је Мирјам Бедар освојила обе појединачне биатлонске трке.
- Густав Ведер и Донат Аклин постали су први који су одбранили наслов олимпијског првака у бобу двоседу. Клизачи Јекатерина Гордејева и Сергеј Гринков су поновили злато освојено 6 година раније, на Играма у Калгарију.
- Бројна домаћа публика очекивала је победу фаворита Норвежана у мушкој штафетној трци скијашког трчања, али су сведочили напетом финишу у којем су за који центиметар били бржи Италијани. У публици је настао мук, али пар тренутака касније одјекнуо је громки аплауз и овације за нове олимпијске победнике.
- Џејн Торвил и Кристофер Дин, клизачки пар који је у историји ушао величанственим наступом и победом на Играма у Сарајеву овде се поновно такмичио након 10 година паузе, након што је омогућен наступ професионалцима. Овај пут су освојили бронзу.

## Спортови
| - Алпско скијање - Биатлон - Боб - Брзо клизање - Брзо клизање на кратким стазама |  | - Хокеј на леду - Нордијско скијање: - Скијашко трчање - Нордијска комбинација - Скијашки скокови |  | - Санкање - Слободно скијање - Уметничко клизање |

## Биланс медаља
(Медаље домаћина посебно истакнуте)
| Зимске олимпијске игре 1994. |                      |       |        |        |        |
| Пласман                      | Држава               | Злато | Сребро | Бронза | Укупно |
| 1                            | Русија               | 11    | 8      | 4      | 23     |
| 2                            | Норвешка             | 10    | 11     | 5      | 26     |
| 3                            | Немачка              | 9     | 7      | 8      | 24     |
| 4                            | Италија              | 7     | 5      | 8      | 20     |
| 5                            | Сједињене Државе     | 6     | 5      | 2      | 13     |
| 6                            | Јужна Кореја         | 4     | 1      | 1      | 6      |
| 7                            | Канада               | 3     | 6      | 4      | 13     |
| 8                            | Швајцарска           | 3     | 4      | 2      | 9      |
| 9                            | Аустрија             | 2     | 3      | 4      | 9      |
| 10                           | Шведска              | 2     | 1      | 0      | 3      |
| 11                           | Јапан                | 1     | 2      | 2      | 5      |
| 12                           | Казахстан            | 1     | 2      | 0      | 3      |
| 13                           | Украјина             | 1     | 0      | 1      | 2      |
| 14                           | Узбекистан           | 1     | 0      | 0      | 1      |
| 15                           | Белорусија           | 0     | 2      | 0      | 2      |
| 16                           | Финска               | 0     | 1      | 5      | 6      |
| 17                           | Француска            | 0     | 1      | 4      | 5      |
| 18                           | Холандија            | 0     | 1      | 3      | 4      |
| 19                           | Кина                 | 0     | 1      | 2      | 3      |
| 20                           | Словенија            | 0     | 0      | 3      | 3      |
| 21                           | Уједињено Краљевство | 0     | 0      | 2      | 2      |
| 22                           | Аустралија           | 0     | 0      | 1      | 1      |
|                              | Укупно               | 61    | 61     | 61     | 183    |